# 1666 w sztukach plastycznych
Wydarzenia w sztukach plastycznych i wizualnych w 1666 roku.

## Malarstwo

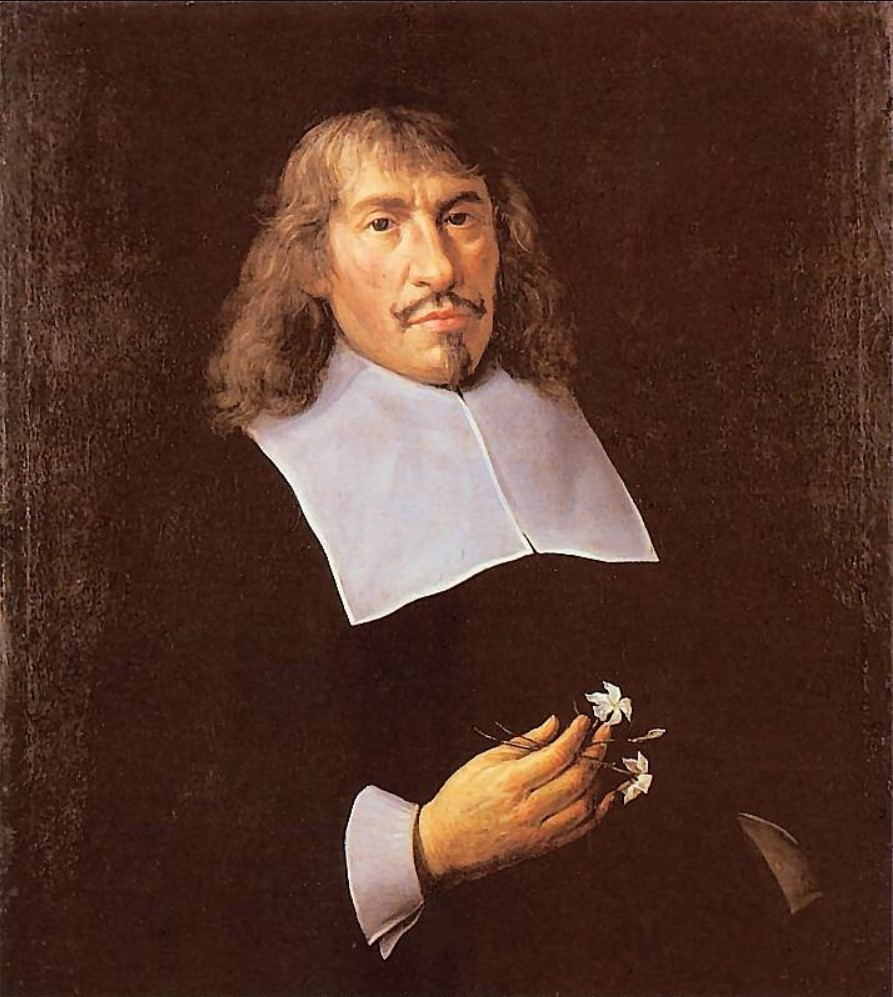
Andrzej Stech Portret mężczyzny z dwoma kwiatkami

- Andrzej Stech

Portret mężczyzny z dwoma kwiatkami (ok. 1666) – olej na płótnie, 84×75 cm